# Rockzenei stílusok
Ez a lista olyan zenei műfajokat sorol fel, amelyek a rock and roll zenéből származnak, azon belül is a rock, heavy metal, punk és alternatív rock műfajokkal:
| - 2 Tone - Acid rock - Afro rock - Afro-punk - Aktív rock - Alternatív dance - Alternatív metal - Alternatív rock - Anarcho-punk - Anatolian rock - Anti-folk - AOR - Arena rock - Art punk - Art rock - Avantgarde metal - Avant-funk - Avant-prog - Barokk-pop - Beatdown hardcore - Beatzene - Biker metal - Bisrock - Blackgaze - Black metal - Blackened death metal - Blues-rock - Boogaloo - Boogie rock - Brazil rock - Britpop - C86 - Canterbury hangzás - Cello rock - Chicano rock - Christcore - Coldwave - Country rock - Cowpunk - Crossover thrash - Crust punk - Cuddlecore - Dance-punk - Dance-rock - Dark cabaret - Dark wave - D-beat - Death 'n' roll - Deathcore - Death-doom - Deathgrind - Death metal - Death rock - Djent - Doom metal - Dream pop - Drone metal - Electric folk - Electronicore - Elektronikus rock - Elektropunk - Emo - Ethereal wave - Experimentális rock - Extrém metal - Flamenco rock - Folk-metal - Folk punk - Folk-rock - Freakbeat - Funk-metal - Funk-rock - Garázspunk - Garázsrock - Geek rock - Glam metal - Glam punk - Glam rock - Goregrind | - Gothabilly - Gothic metal - Gothic rock - Grebo - Grindcore - Groove metal - Group Sounds - Grunge - Gypsy punk - Hatecore - Hard rock - Hardcore punk - Heartland rock - Heavy metal - Horror punk - Indie folk - Indie pop - Indie rock - Indorock - Indusztriális metal - Indusztriális rock - Instrumentális rock - Iráni rock - J-ska - Jam rock - Jangle pop - Jazz rock - Jersey Shore sound - Kawaii metal - Kelta metal - Kelta punk - Kelta rock - Keresztény metal - Keresztény punk - Keresztény rock - Kindie rock - Komédia rock - Középkori folk-rock - Középkori metal - Krautrock - Latin metal - Latin rock - Lo-fi - Lovers rock - Madchester - Manila sound - Mathcore - Math rock - Melodic black metal - Melodikus death metal - Melodic hardcore - Metalcore - Midwest emo - Mod - Mod revival - Nardcore - Nazi punk - Német rock - Nemzeti rock - Neo-folk - Neo-progresszív rock - Neo-pszichedélia - Neoklasszikus metal - Neue Deutsche Härte - New prog - New Romantic - Nintendocore - Noisecore - Noise pop - Noise rock - No wave - Nu gaze - Nu metal - Nu Metalcore - Occult rock - Oi! - Orosz rock - Ostrock - Pagan metal | - Pagan rock - Pinoy rock - Pirate metal - Pop metal - Pop-punk - Pop-rock - Pornogrind - Post-grunge - Post-hardcore - Post-punk - Post-punk revival - Poszt-britpop - Posztmetal - Posztrock - Power pop - Power metal - Power violence - Progresszív folk - Progresszív metal - Progresszív rock - Protopunk - Pszichedelikus folk - Pszichedelikus funk - Pszichedelikus rock - Psychobilly - Punk - Punk-blues - Punta rock - Queercore - Raga rock - Rágógumi-pop - Rapcore - Rap-metal - Rap-rock - Riot Grrrl - Rock - Rock and roll - Rockabilly - Rock en Español - Rockoson - Rocksteady - Sadcore - Screamo - Shoegazing - Shaman punk - Shock rock - Ska-punk - Skate punk - Skate rock - Slacker rock - Sludge metal - Southern rock - Space rock - Speed metal - Stoner metal - Stoner rock - Street punk - Sunshine pop - Surf zene - Surf rock - Swamp rock - Szamba-rock - Szimfonikus metal - Szimfonikus rock - Szintipop - Szoft-rock - Szúfi rock - Technical death metal - Thrash metal - Thrashcore - Trash rock - Trip rock - Twee pop - Új hullám - Unblack metal - Viking metal - Wagnerikus rock - Yacht rock - Zeuhl |